# ウチムラサキ
ウチムラサキ（内紫、学名：Saxidomus purpurata）は、マルスダレガイ科の二枚貝である。学名は、1852年にジョージ・ブレッティンガム・サワビー2世によって命名された。

## 特徴

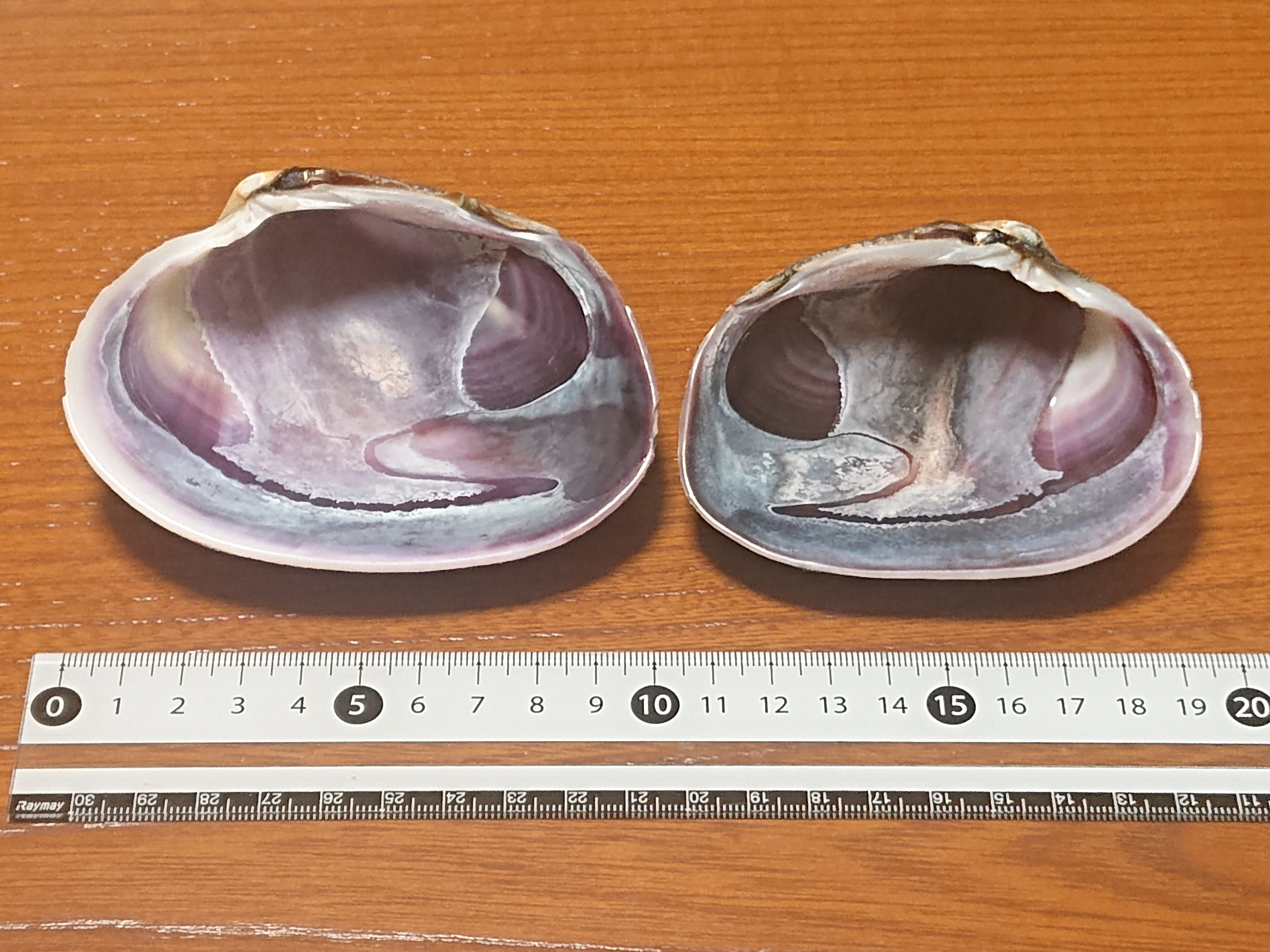
ウチムラサキの殻の内側

殻は楕円形で厚く、殻長は9cm程度になる。殻表は黄褐色で粗い成長輪脈があり、内部は和名の通り紫色を呈する。

## 分布
北海道南部から九州東部にかけての太平洋沿岸と、ピョートル大帝湾、ポシェト湾以南の日本海および黄海の水深2mから20mにかけての砂礫底で夏季の水温が17度から19度の海域に棲息する。

## 利用

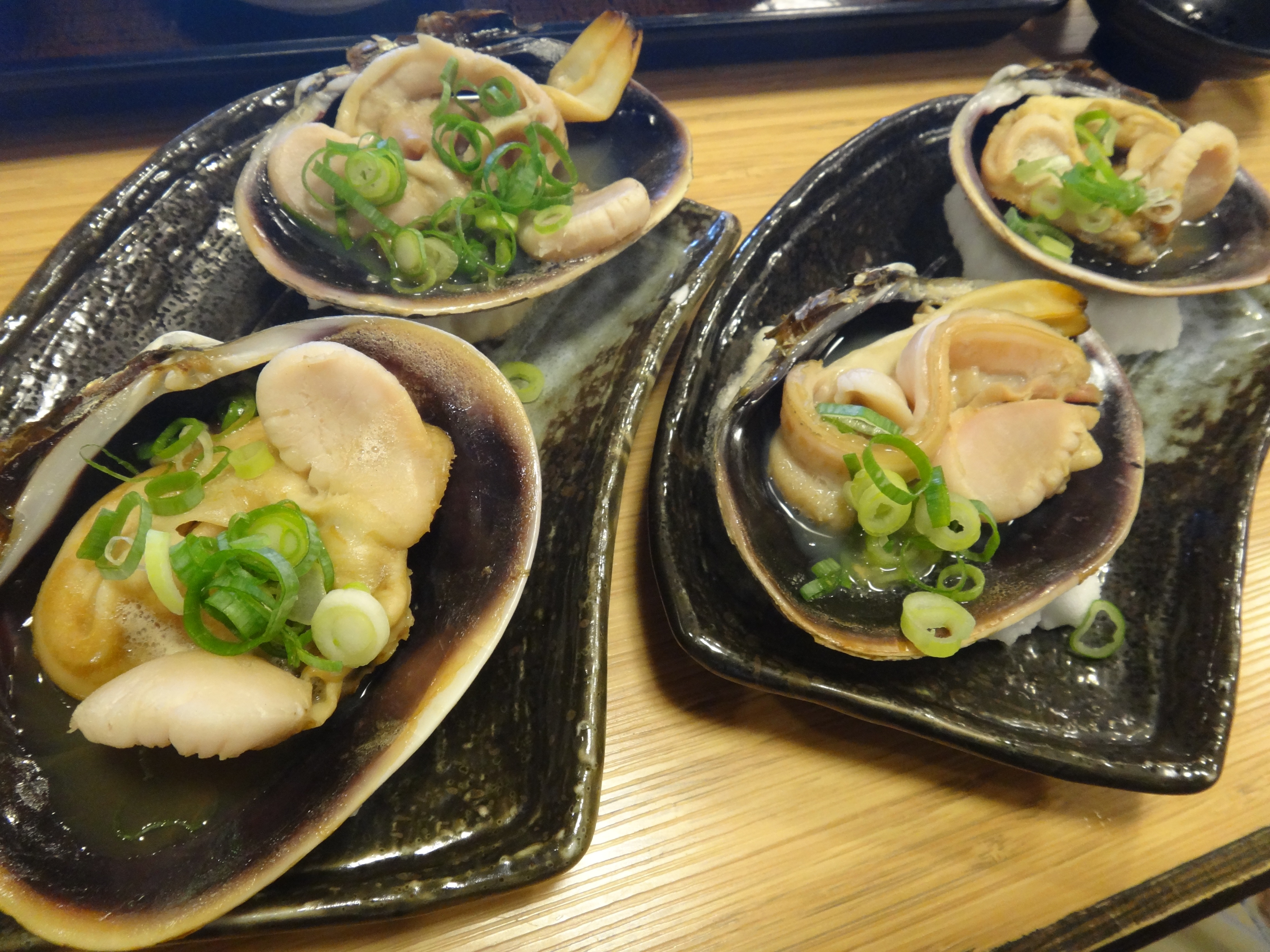
ウチムラサキの焼き物

普通種の食用貝として利用されており、潜水漁などで漁獲される。近年漁獲量が減少しているため、人口採苗などで生息数の回復が行われている。

## 異名
- Saxidomus purpuratus (Sowerby II, 1852)
- Tapes purpurata (Sowerby II, 1852)
- 大アサリ（オオアサリ） - 伊勢湾や三河湾沿岸地域の特産品として知られる[6]が、アサリとは属が異なる。
- 橋立貝（ハシダテガイ） - 殻の内側の形状を天橋立に見立てた異名[7]。丹後地方や若狭地方などで用いられる[7]。